# Rhinau
Rhinau es una localidad y comuna francesa, situada en el departamento de Bajo Rin en la región de Alsacia.

## Demografía
| 1 681 | 1 770 | 2 216 | 2 331 | 2 286 | 2 348 |
| Para los censos de 1962 a 1999 la población legal corresponde a la población sin duplicidades (Fuente: INSEE [Consultar]) |       |       |       |       |       |

## Transbordador
El transbordador Rhenanus conecta Rhinau con el municipio vecino Kappel-Grafenhausen en Baden-Wurtemberg, Alemania, al otro lado del Rin, donde se encuentra el parque de atracciones Funny World.

## Reservas naturales
La reserva natural de la Isla de Rhinau es el sitio alsaciano más representativo del bosque aluvial renano. Por razones históricas una parte de la reserva natural Taubergießen al otro lado del Rin en Alemania pertenece también a Rhinau.